# Willy Staniewicz
Willy Alfons Leo Staniewicz (* 27. Oktober 1881 in Guben; † 26. Oktober 1962 in Braunschweig) war Chefkonstrukteur beim Nutzfahrzeughersteller Büssing und Nutzfahrzeugpionier.
Er wurde 1906 bei Büssing als Ingenieur eingestellt und blieb dort 56 Jahre lang bis zu seinem Tod.
Staniewicz leitete die 1908 von Heinrich Büssing gegründeten ersten motorisierten Speditionen der Welt in Braunschweig und Berlin.
1910 wurde Staniewicz von der Preußischen Heeresverwaltung beauftragt, einen einheitlichen Subventionslastwagen zu entwickeln, der von ihm 1912 fertiggestellt wurde. 1913 wurde dieser "Armeelastzug Type 1913" (A.L.Z. 1913) zum verbindlichen Vorbild für alle Hersteller, die Subventionslastwagen bauten.
1924 reiste Staniewicz mit dem Büssing-Direktor Paul Werners in die USA und besichtigte dort die Fließbandproduktion der Ford-Werke. Nach ihrer Rückkehr fing man auch bei Büssing an, als einer der ersten Hersteller auf dem Kontinent, per Fließband zu rationalisieren. Im gleichen Jahr wurde der erste Dreiachs-Omnibus der Welt mit zwei angetriebenen Hinterachsen, der von Staniewicz maßgeblich mitentwickelt wurde, vorgestellt. Es war zudem der erste Großbus Europas mit Luftbereifung.
Willy Staniewicz wurde auf dem Hauptfriedhof Braunschweig begraben.